# آل نهيان
آل نهيان  هي إحدى العائلات الست الحاكمة في الإمارات العربية المتحدة، ويقع مقرها في العاصمة أبو ظبي، الإمارات العربية المتحدة. آل نهيان فرع من آل بو فلاح وهو فرع من قبيلة بنو ياس، وترتبط بقبيلة البوفلاسة والتي تنحدر منها الأسرة الحاكمة في دبي، آل مكتوم.

## حكام آل نهيان
| الحاكم                               | تاريخ الميلاد والوفاة         | فترة الحكم      | ملاحظات                                      |
| ------------------------------------ | ----------------------------- | --------------- | -------------------------------------------- |
| ذياب بن عيسى آل نهيان                | 1700 – 1793                   | 1761 - 1793     | زعيم قبائل بني ياس ومؤسس سلالة آل فلاح       |
| شخبوط بن ذياب آل نهيان               | غير معروف                     | 1793 - 1816     | ابن ذياب بن عيسى آل نهيان                    |
| محمد بن شخبوط آل نهيان               | غير معروف                     | 1816 - 1818     |                                              |
| طحنون بن شخبوط آل نهيان              | غير معروف – 1833              | 1818 - 1833     | ابن شخبوط بن ذياب                            |
| خليفة بن شخبوط آل نهيان              | غير معروف – 1845              | 1833 - 1845     |                                              |
| سعيد بن طحنون آل نهيان               | غير معروف – يناير 1855        | 1845 - 1855     | ابن طحنون بن شخبوط                           |
| زايد بن خليفة آل نهيان (زايد الكبير) | 1835 – 19 مايو 1909           | 1855 - 1909     | جد الشيخ زايد بن سلطان آل نهيان              |
| طحنون بن زايد آل نهيان               | 1857 – أكتوبر 1912            | 1909 - 1912     | ابن زايد بن خليفة                            |
| حمدان بن زايد آل نهيان               | غير معروف – 22 أغسطس 1922     | 1912 - 1922     | ابن زايد بن خليفة                            |
| سلطان بن زايد آل نهيان               | غير معروف – 4 أغسطس 1926      | 1922 - 1926     | والد الشيخ زايد بن سلطان آل نهيان            |
| صقر بن زايد آل نهيان                 | غير معروف – 1 يناير 1928      | 1926 - 1928     | ابن زايد بن خليفة                            |
| شخبوط بن سلطان آل نهيان              | 1 يونيو 1905 – 11 فبراير 1989 | 1928 - 1966     |                                              |
| زايد بن سلطان آل نهيان               | 6 مايو 1918 – 2 نوفمبر 2004   | 1966 - 2004     | أول رئيس لدولة الإمارات العربية المتحدة      |
| خليفة بن زايد آل نهيان               | 7 سبتمبر 1948 – 13 مايو 2022  | 2004 - 2022     | ثاني رئيس لدولة الإمارات                     |
| محمد بن زايد آل نهيان                | 11 مارس 1961 – حتى الآن       | 2022 - حتى الآن | الرئيس الحالي لدولة الإمارات العربية المتحدة |